# Gasthof „Zum Hirsch“ (Meiningen)

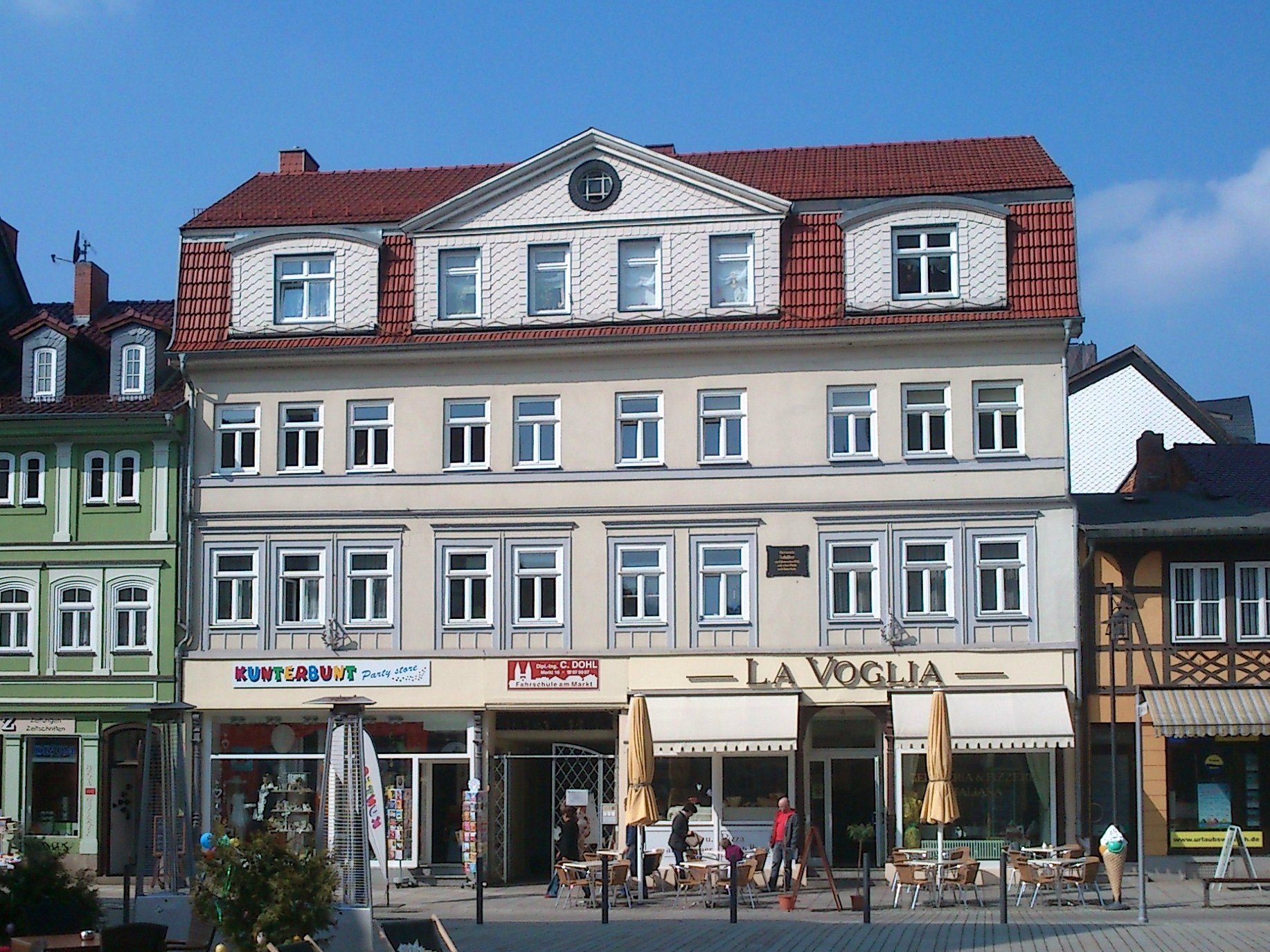
Gasthof „Zum Hirsch“

Der Gasthof „Zum Hirsch“ ist ein ehemaliger traditionsreicher Gasthof im Zentrum der südthüringischen Kreisstadt Meiningen. Noch heute beherbergt das am Marktplatz gegenüber der Stadtkirche befindliche Gebäude neben Wohnungen und Ladengeschäft mit einem italienischen Eiscafé eine gastronomische Einrichtung. Das Haus steht unter Denkmalschutz.

## Geschichte
Der Gasthof „Zum Hirsch“ ist der zweitälteste urkundlich nachgewiesene Gasthof der Stadt. Er wurde 1490 in einer Urkunde als Gasthof „Zum braunen Hirsch“ erstmals erwähnt. Das Haus erfuhr im Laufe seiner Geschichte zahlreiche Umbauten. Das heutige Gebäude wurde im 17. Jahrhundert errichtet. Es besaß neben einer Gastwirtschaft Gästezimmer zur Übernachtung sowie Stallungen und Remisen, die durch eine mittig im Gebäude platzierte Toreinfahrt erreichbar waren. Ab 1891 nannte es sich Gasthof „Zum Hirsch“ und beherbergte weiter eine Posthalterei und ein Handelsgeschäft. 1913 erfolgte der Umbau mit neuem Mansarddach zum Hotel & Restaurant „Kaiserhof“. Seit 1926 wird das Gebäude als Geschäftshaus genutzt.

## Berühmte Gäste
Als eines der besten Gasthäuser der Stadt beherbergte der Gasthof „Zum Hirsch“ zahlreiche bekannte Gäste. So war hier unter anderen im Jahr 1782 Friedrich Schiller zu Gast. 1792 nächtigte im Gasthof Alexander von Humboldt. Beim Herbstfeldzug von 1813 während der Befreiungskriege gegen den auf dem Rückzug befindlichen Napoleon war der Gasthof kurzzeitig das Hauptquartier der Preußischen Armee. Gleichzeitig bezog hier Zar Alexander I. von Russland sein Quartier, dessen Truppen vor den Toren der Stadt ihre Lager aufschlugen. Ein weiterer berühmter Gast war 1815 Johann Wolfgang von Goethe.